# Ахмад ибн Исмаил
Ахмад ибн Исмаил (тадж. Аҳмад ибни Исмоил, перс. احمد بن اسماعیل‎) (умер 24 января 914) — эмир династии Саманидов с 907 года. Сын Исмаила Самани. Так же был известен как «замученный эмир».

## Биография
Впервые Ахмад упоминается в начале 900-х годов, когда он был назначен губернатором Горгана. Однако, Ахмад вскоре был снят с должности губернатора из — за его неспособности к борьбе с Джустанидами из Дейлама.
Ахмад стал амиром после смерти своего отца в конце 907 года. Некоторое время спустя ему были предоставлены права на Систан, принадлежавший ранее династии Саффаридов.
Вражда Саффаридов значительно облегчила эту работу. Армия Ахмада отправилась из Фараха в Бюст, где не встретила большого сопротивления. В то же время тюркский генерал Ахмада Симджур ад-Давати получил от аль-Муаддала сдачу Заранджа.
Завершив завоевание Саффаридов (911 год), Ахмад назначил своего двоюродного брата Абу Салиха Мансура губернатором Систана в следующем году. Саманиды также захватили халифского мятежника Себюк-Эри и отправили его в Багдад.
Жесткая налоговая политика Мансура вызвала восстание в Систане через год после его назначения. Гарнизон в Зарандже был разрушен, а Абу Салих Мансур был взят в плен. Амр ибн Якуб, саффарид, был назначен сначала марионеткой лидера восстания, а затем самим эмиром. Однако армия Саманидов под управлением Хусейна ибн Али Марваррудхи восстановила контроль Саманидов над регионом. «Амра отправили в Самарканд; остальные лидеры повстанцев были убиты».
Затем Симджур ад-Давати был назначен губернатором Систана. Табаристан и Гурган, однако, вскоре также восстали против власти Саманидов, и Ахмад был убит, прежде чем он смог справиться с ними. Он был обезглавлен во время сна в своей палатке недалеко от Бухары некоторыми из своих рабов (24 января 914). После смерти его привезли в Бухару и похоронили в Науканде.
Некоторые из его рабов, убивших эмира, были пойманы и казнены, а другие бежали в Хорасан. Его называли «замученным эмиром».
Ахмад мог стать непопулярным среди своих подданных из-за своего приказа изменить язык двора с персидского на арабского; этот приказ был вскоре отменен. Ему наследовал его маленький сын Наср ІІ.

## Правление
Завоевания
В начале своего правления Ахмад ибн Исмаил пытался защитить исконные земли и расширить территорию Саманидов. Благодаря его стараниям к территории Саманидского государства были присоединены Систан, Рей, Горган, Табаристан и другие уголки.
Наука во время правления Ахмада ибн Исмаила
Ахмад ибн Исмаил контактировал со многими известными учеными и писателями того времени, в том числе со всемирно известным персидским врачом и философом Закарией ар-Рази. Некоторые историки связывают интерес Ахмада к арабскому языку с религиозным фанатизмом и противостоянием религиозным ученым.
Внутренняя суматоха
Ахмад ибн Исмаил занимал высокие государственные посты во время правления своего отца. Его дядя Исхак ибн Ахмад, правитель Самарканда, восстал против эмира с целью захвата престола. Восстание было подавлено, а Исхак арестован. Другой целью Ахмада был захват Систана в 908 году. Придворные и государственные деятели Саманидов смотрели на него с высока. В частности, правитель Горгана Барс аль-Кабир, узнав о смерти Исмаил ибн Ахмада, прекратил посылать налоги в Бухару, а когда узнал о передвижении Саманидской армии, бежал в Багдад и укрылся у халифа, заплатив крупную сумму денег. Одним из тех, кто восстал против центрального правительства, был губернатор Рея. Там Исмаил оставил имущество своему племяннику Абу Салиху Мансуру бин Исхаку. Ахмаду с большим трудом удалось подавить эти беспорядки.

## Смерть
Тюркские наемники были недовольны политикой Ахмада ибн Исмаила, поэтому он был убит своими рабами.
По этой причине Ахмад стал известен как «Замученный эмир».
Ему наследовал его маленький сын Наср ІІ.
| Саманиды                      |                                   |                  |
| Предшественник: Исмаил Самани | эмир 907 — 907 год (правил 7 лет) | Преемник: Наср I |